# Новоукраїнська сільська рада (Березнегуватський район)
Новоукраї́нська сільська́ ра́да — колишній орган місцевого самоврядування в Березнегуватському районі Миколаївської області. Адміністративний центр — село Новоукраїнка.

## Загальні відомості
- Територія ради: 54,12 км²
- Населення ради: 965 осіб (станом на 2001 рік)

## Населені пункти
Сільській раді підпорядковані населені пункти:
- с. Новоукраїнка

## Склад ради
Рада складається з 14 депутатів та голови.
- Голова ради: Удовенко Валентина Валентинівна
- Секретар ради: Білецька Наталя Василівна

### Керівний склад попередніх скликань
| Прізвище, ім'я, по батькові     | Основні відомості                                                             | Дата обрання | Дата звільнення |
| ------------------------------- | ----------------------------------------------------------------------------- | ------------ | --------------- |
| Удовенко Валентина Валентинівна | Сільський голова, 1963 року народження, освіта середня загальна, позапартійна | 26.03.2006   | 31.10.2010      |
| Удовенко Валентина Валентинівна | Сільський голова, 1963 року народження, освіта середня загальна, позапартійна | 31.10.2010   |                 |

Примітка: таблиця складена за даними сайту Верховної Ради України